# 呼兰镇
呼兰镇，是中华人民共和国吉林省吉林市磐石市下辖的一个乡镇级行政单位。

## 行政区划
呼兰镇下辖以下地区：
新兰社区、呼兰村、星光村、二道村、铁北村、富贵村、周家村、错草村、孤山村、长水村、兴隆村、乱泥村、孤顶子村、琉串村、苇塘村、明水村、小呼兰村、通天村和柳树村。